# Mihara Naoki
Naoki Mihara (sinh ngày 19 tháng 6 năm 1987) là một cầu thủ bóng đá người Nhật Bản.

## Sự nghiệp câu lạc bộ
Naoki Mihara đã từng chơi cho Tokyo Verdy, Fagiano Okayama và Rochester Thunder.